# Ginza (monopole)
Pour les articles homonymes, voir Ginza.
Ginza (銀座) est le monopole officiellement reconnu du shogunat Tokugawa sur l'argent ou guilde de l'argent (za) créé en 1598.
À l'origine, l'intérêt du shogunat Tokugawa est d'assurer une valeur constante aux pièces frappées en argent, et cela conduit à la compréhension de la nécessité de participer à l'offre d'argent.
Ce titre du bakufu identifie un bureau de régulation chargé de superviser la frappe de pièces de monnaie en argent et de surveiller toutes les mines d'argent et les activités d'extraction de l'argent au Japon.